# Zelendárky
Přírodní památka Zelendárky je soustava deseti rybníků na potoce Divišovka a jeho přítoku, rozkládající se zhruba 3 až 5 km východně až severovýchodně od města Protivína v okrese Písek, poblíž osady Nová Ves u Protivína, části obce Žďár, a Těšínova. Soustavu tvoří rybníky Skopec, Čejka, Zukáček, Uchcánek, Starý u Nové Vsi, Kolářů u Nové Vsi, Na Rejčavých, Starý a Nový u Krče a Mlýnský u Krče. Chráněna je nejen soustava rybníků, ale i přilehlé břehové porosty, porost hrází a okolních mokřadů. Rezervace byla vyhlášena v roce 1985 na ploše 30,5681 ha. Název je převzat od stejnojmenné samoty (hospodářského dvora) severně od Nového rybníka u Krče. Část přírodní památky se nachází na území přírodního parku Písecké hory. 
Chráněné území slouží jako přirozené sídliště několika chráněných druhů rostlin a živočichů a jako doklad charakteristického prvku jihočeské krajiny – rybníkářství.

## Historie
Ochrana území probíhá od roku 1986, kdy bylo chráněno jako „chráněný přírodní výtvor“. Následně byla dle vyhlášky Ministerstva životního prostředí ČR číslo 395/1992 Sb. změněna na přírodní památku.

## Přírodní poměry
Přírodní památka leží v okolí obce Nová Ves v nadmořské výšce mezi 400 až 435 metrů na ploché terénní sníženině při jihozápadním úpatí Píseckých hor. Důvodem ochrany je soustava 10 rybníků o velikosti mezi 0,9 až 5,5 ha tvořící dvě rybniční soustavy, které jsou charakteristickým prvkem jihočeské krajiny. Vyjma samotných rybníků jsou chráněny i přilehlé břehové porosty, hráze rybníků a podmáčené louky v blízkosti rybníků. Jelikož rybníky nejsou vhodné pro intenzivní chov ryb, došlo u nich k vývoji vhodných podmínek pro výskyt chráněných druhů.

### Flóra
Na podmáčených loukách v okolí je možné pozorovat prstnatec májový (Dactylorhiza majalis), vrbinu kytkokvětou (Lysimachia thyrsiflora), všivec ladní (Pedicularis sylvatica), dále na území Česka poslední přežívající populace vodního mechu prameničky chabé (Fontinalis hypnoides). Dále zde roste kuřinka ostnosemenná (Spergularia echinosperma), blatěnka vodní (Liosella aquatica), úpor peprný (Elatine hydropiper), úpor trojmužný (Elatine triandra), bahnička vejčitá (Eleocharis ovata) a ostřice šáchorovitá (Carex bohemica). V roce 2003 zde byl ověřen výskyt kriticky ohroženého šáchoru Micheliova (Cyperus michelianus)
Až do konce sedmdesátých let 20. století se na dně některých rybníků vyskytovala puštička rozprostřená (Lindernia procumbens).

### Fauna
Z chráněných druhů se na území přírodní památky vyskytují například z obojživelníků skokan zelený (Rana kl. esculenta), rosnička zelená (Hyla arborea), kuňka obecná (Bombina bombina), z plazů užovka obojková (Natrix natrix), z ptactva křepelka polní (Coturnix coturnix) či ťuhýk obecný (Lanius collurio).

## Zajímavosti

### Naučná stezka Zelendárky
Z Protivína vede kolem zelendárských rybníků stejnojmenná naučná stezka a také žlutě značená pěší turistická trasa z Protivína na Velký a Malý Kamýk a cyklistická trasa č. 1091. Naučná stezka nedosahuje až ke Kolářovu a Starému rybníku, které se nacházejí severněji, míjí však další rybníky blíže Protivínu, například Rabyni, Rabyňku nebo Švarcenberský rybník. Při cestě stojí řada  pamětních křížů a židovský hřbitov. Název památky i stezky pochází od osady mezi Novou Vsí a Krčí.

### Boží muka Na Rejčových
V této přírodní památce se u rybníka zvaného Na Rejčových (také Na Rejčavých nebo Reidův) nachází boží muka, v jehož nikách jsou zobrazeny tyto postavy světců: svatý Hubert, svatý Petr, svatý Eligius a Panna Marie.

## Galerie

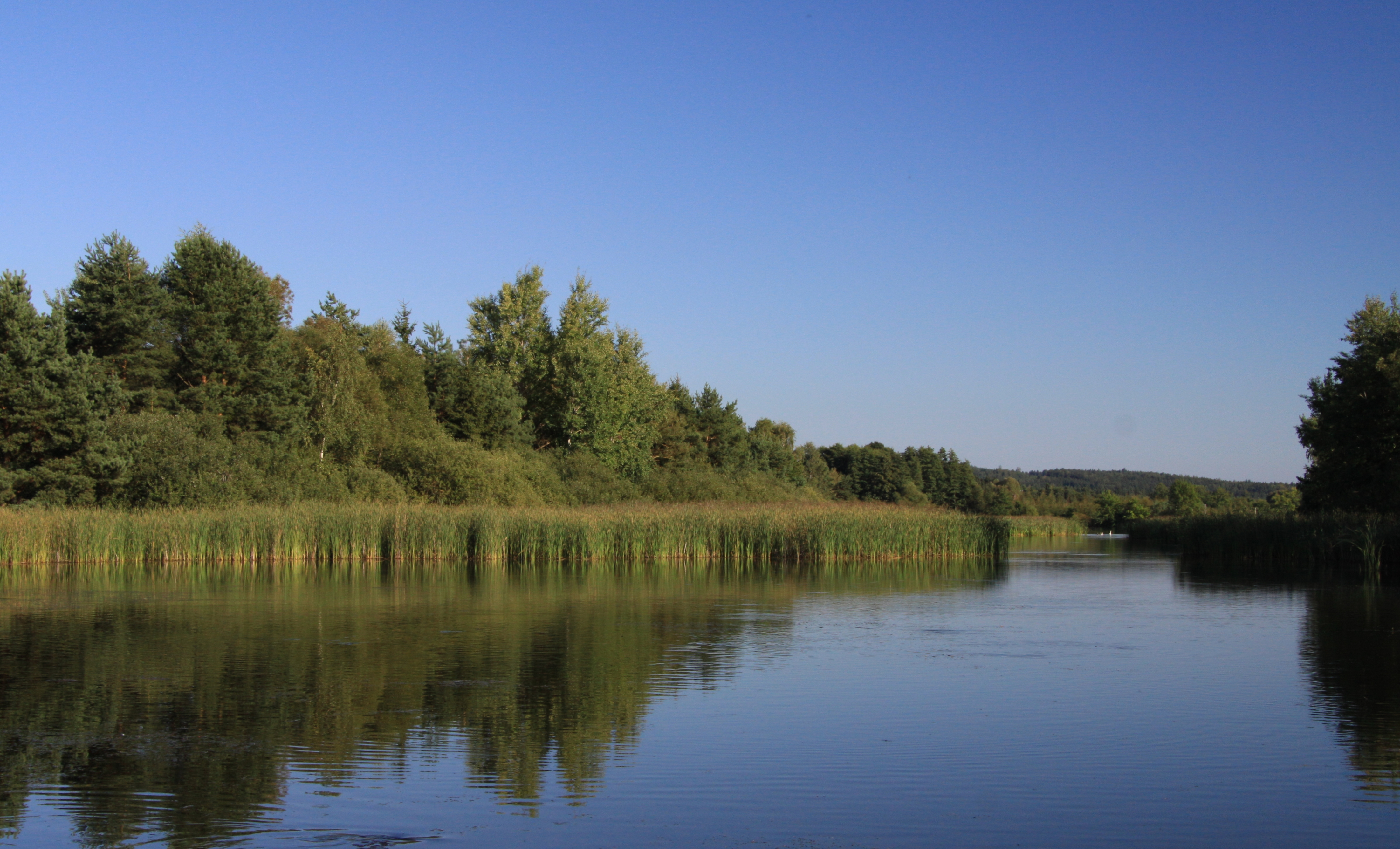
Starý rybník
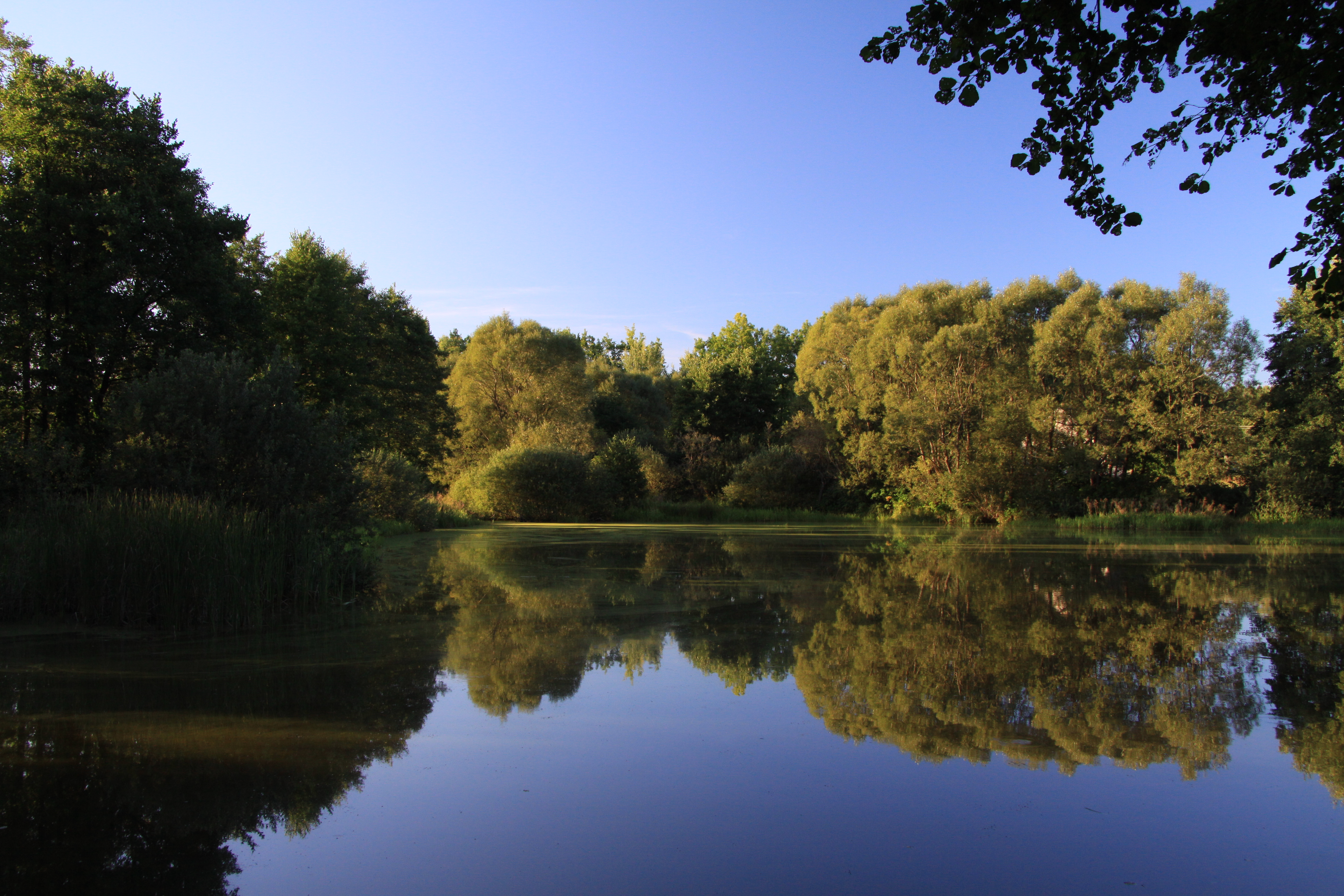
Rybník Uchcánek
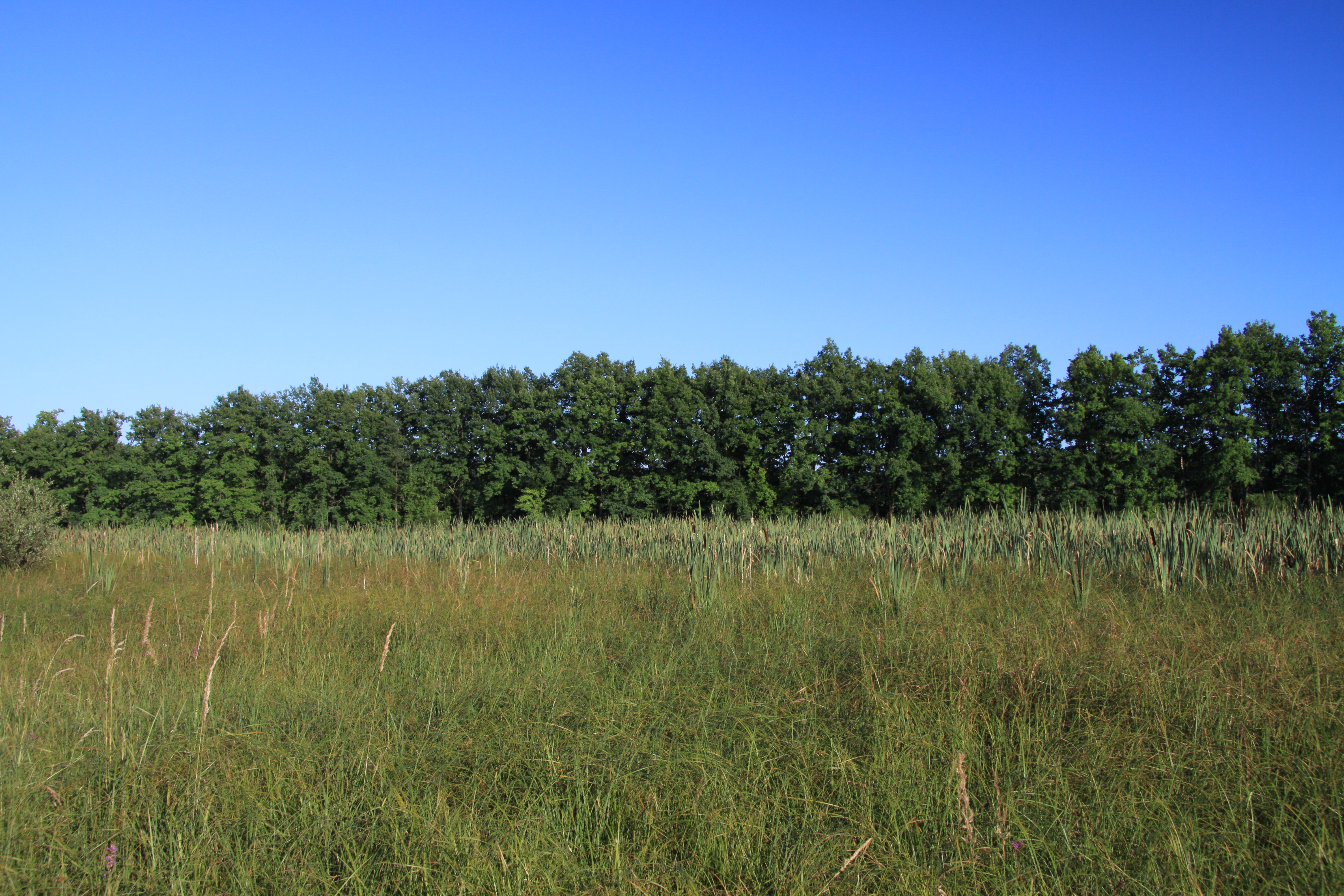
Nový rybník u Krče
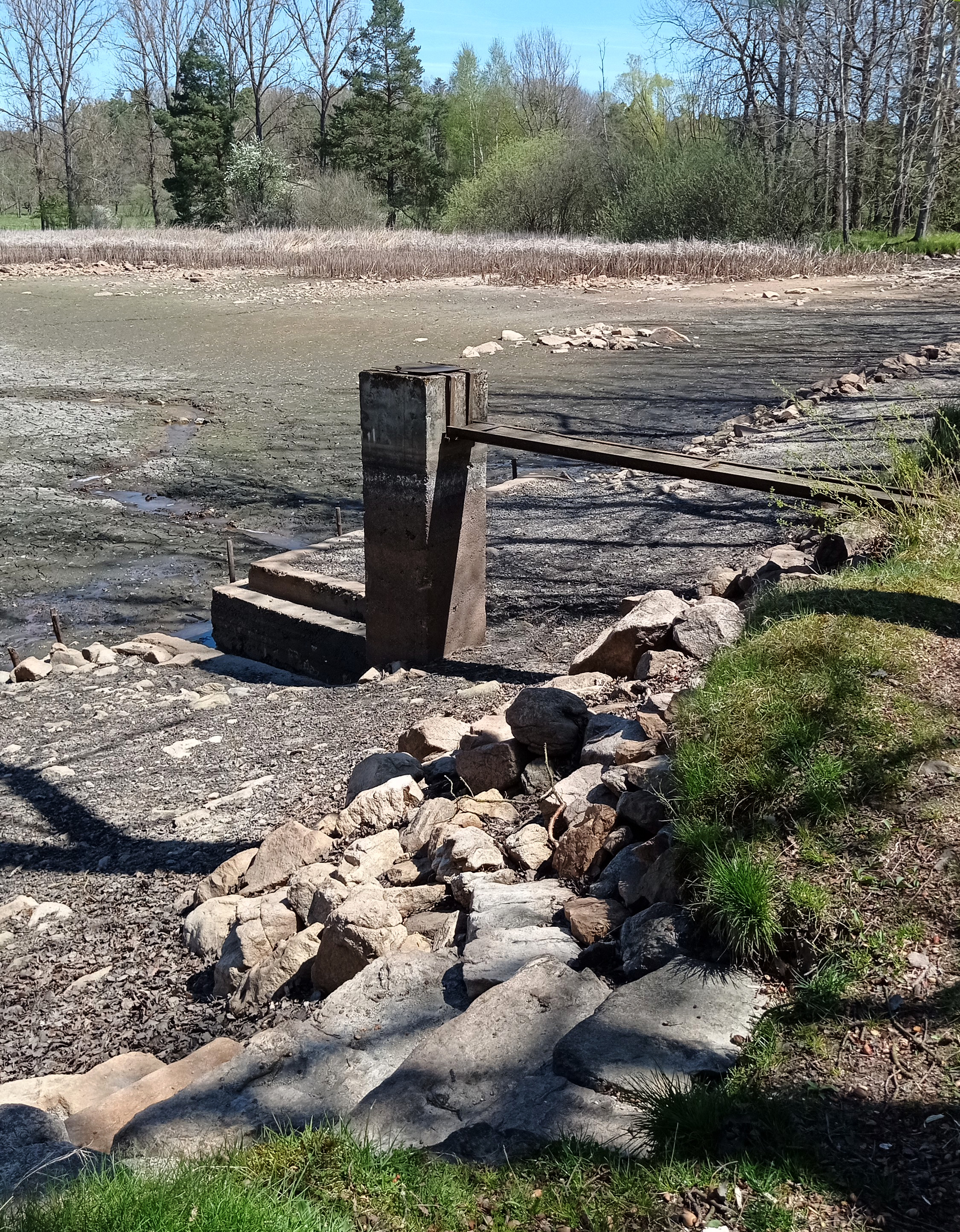
Starý u Krče
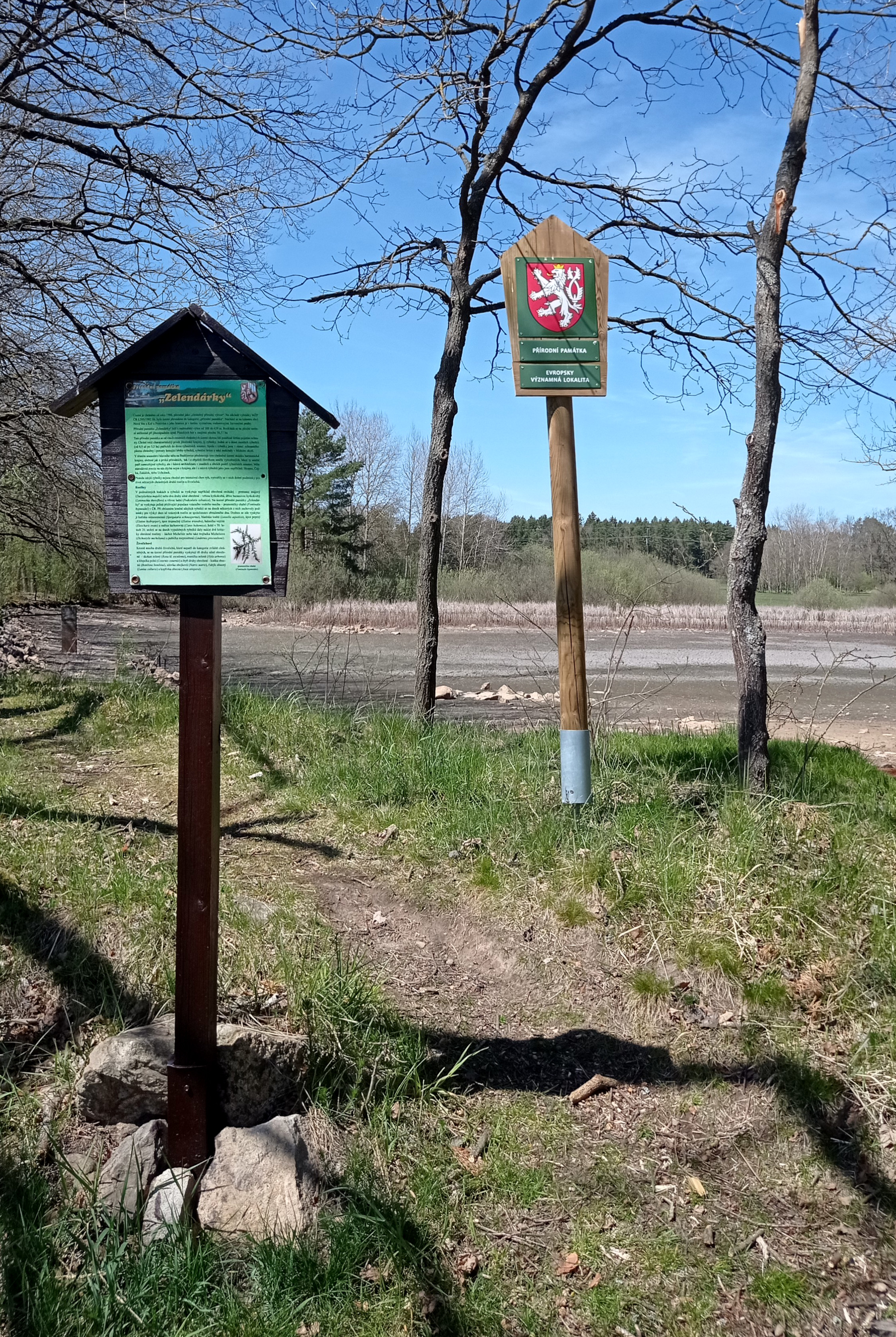
Informační tabule u rybníka Starý u Krče
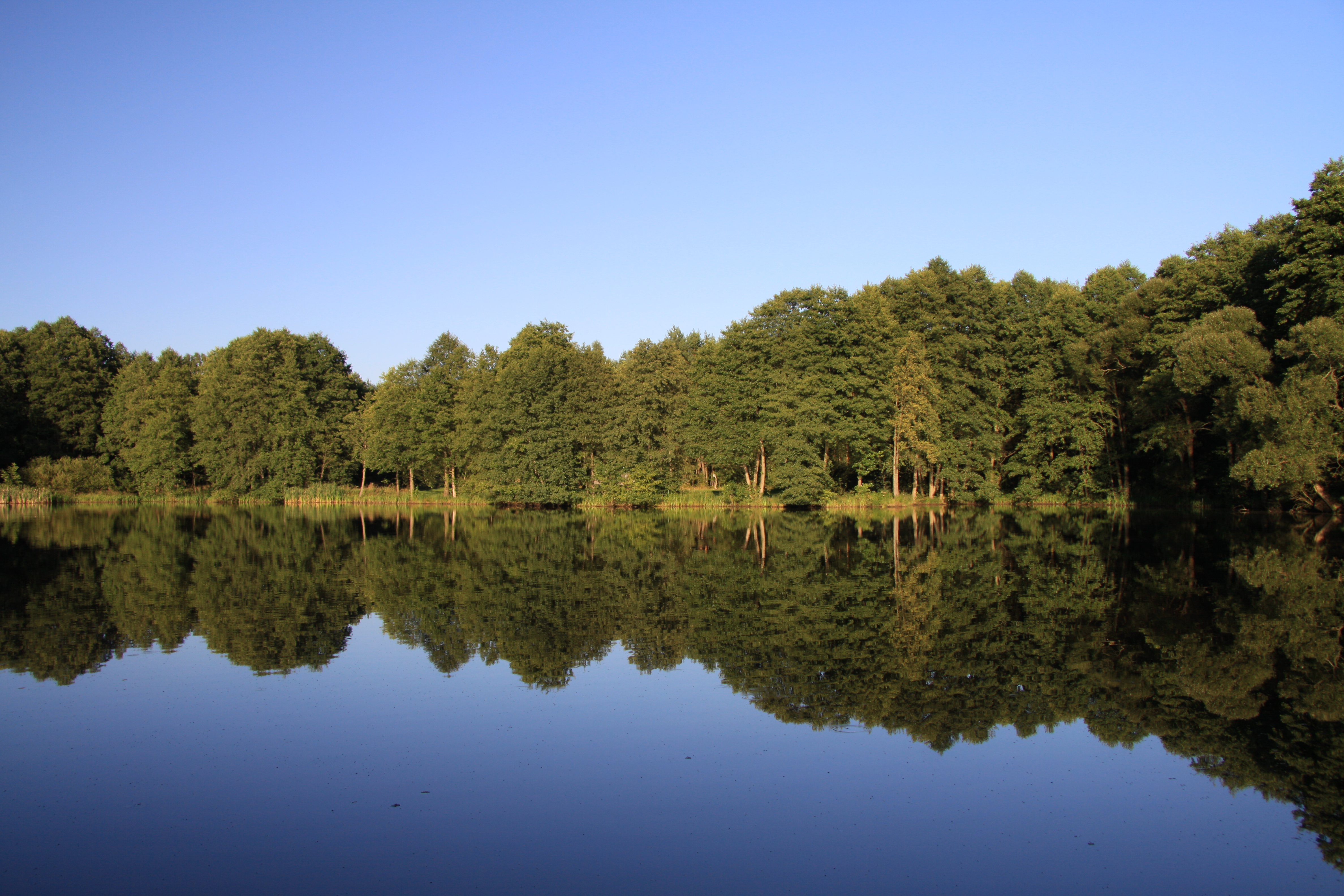
Mlýnský rybník u Krče
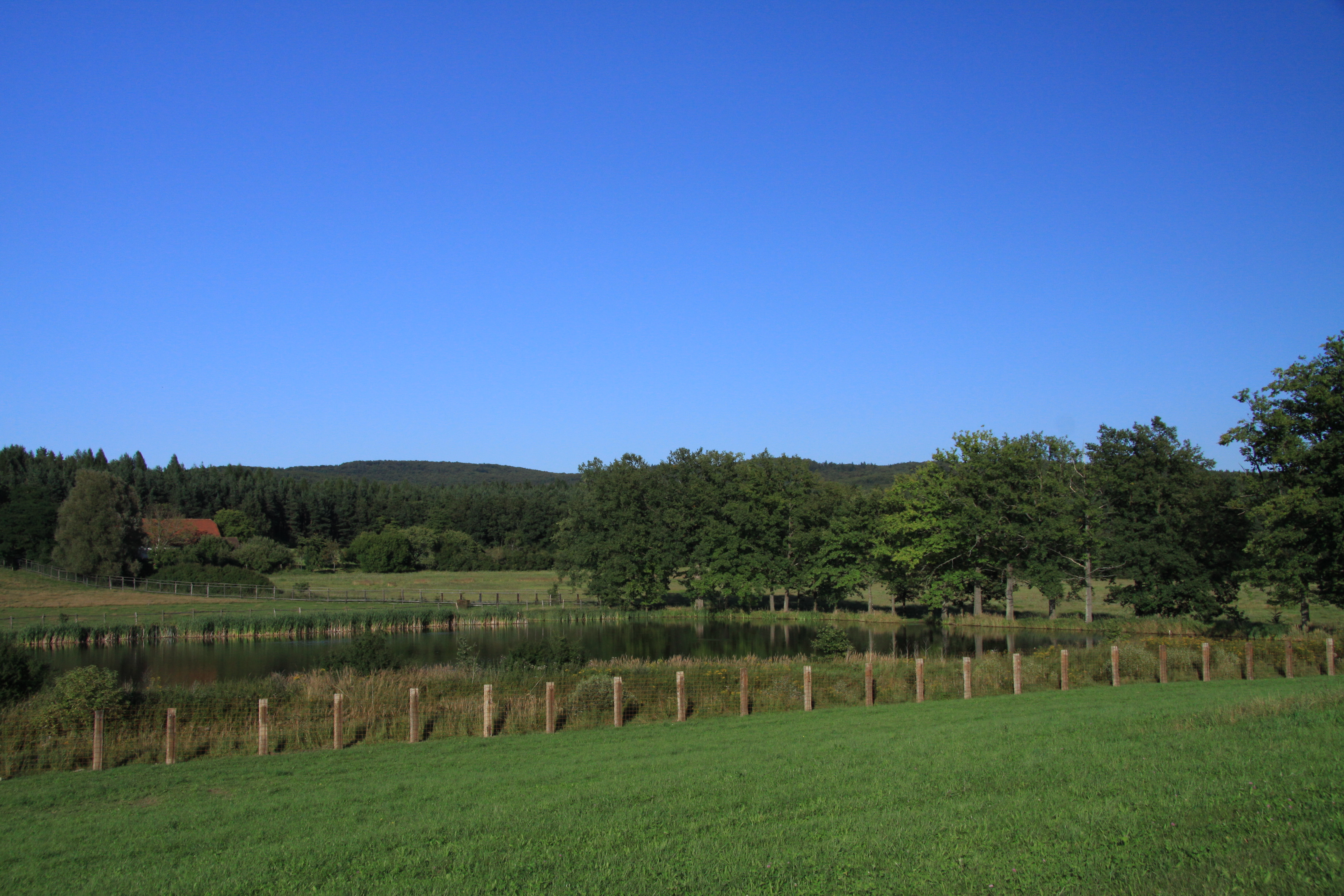
Kolářů rybník
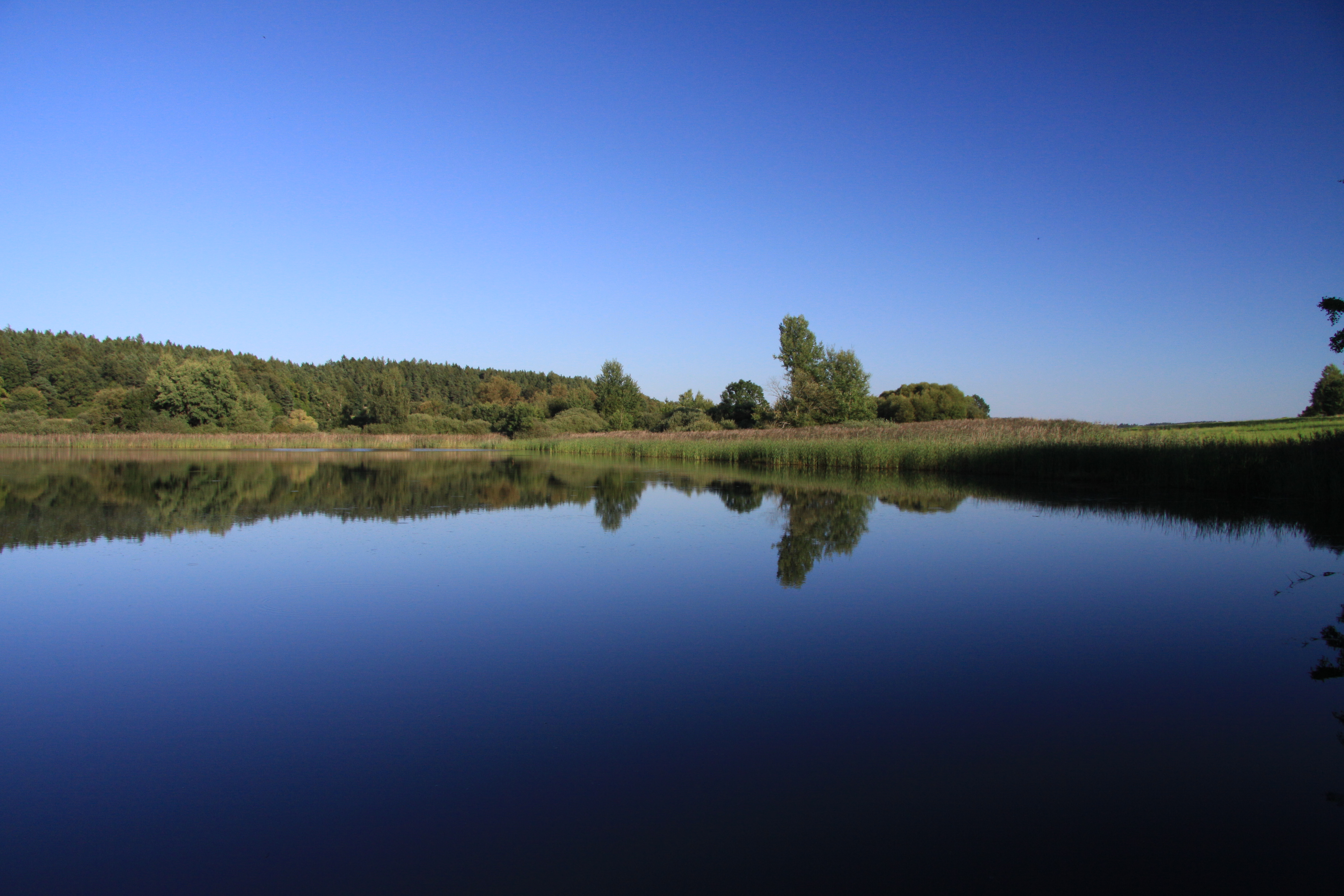
Rybník Skopec
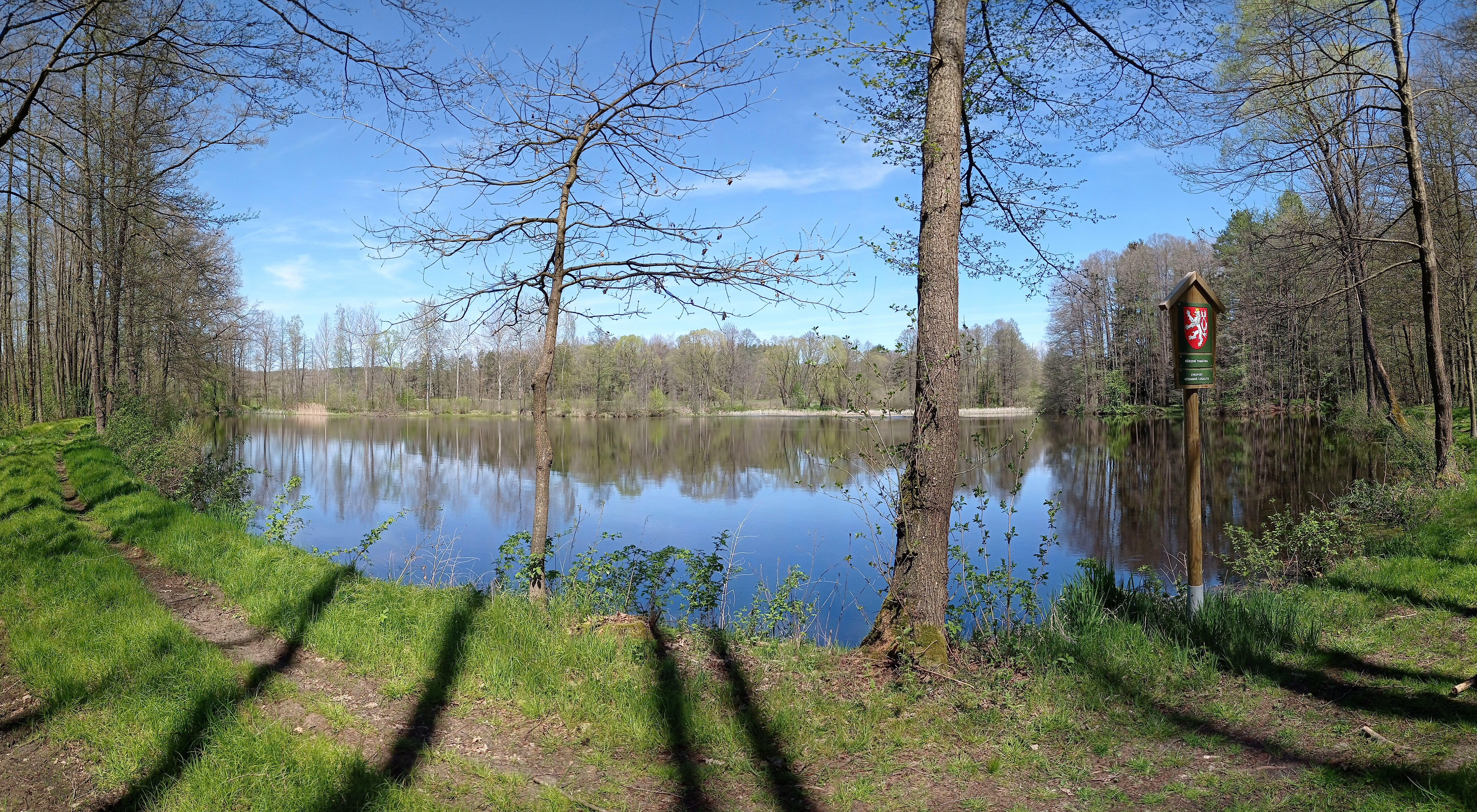
Čejka
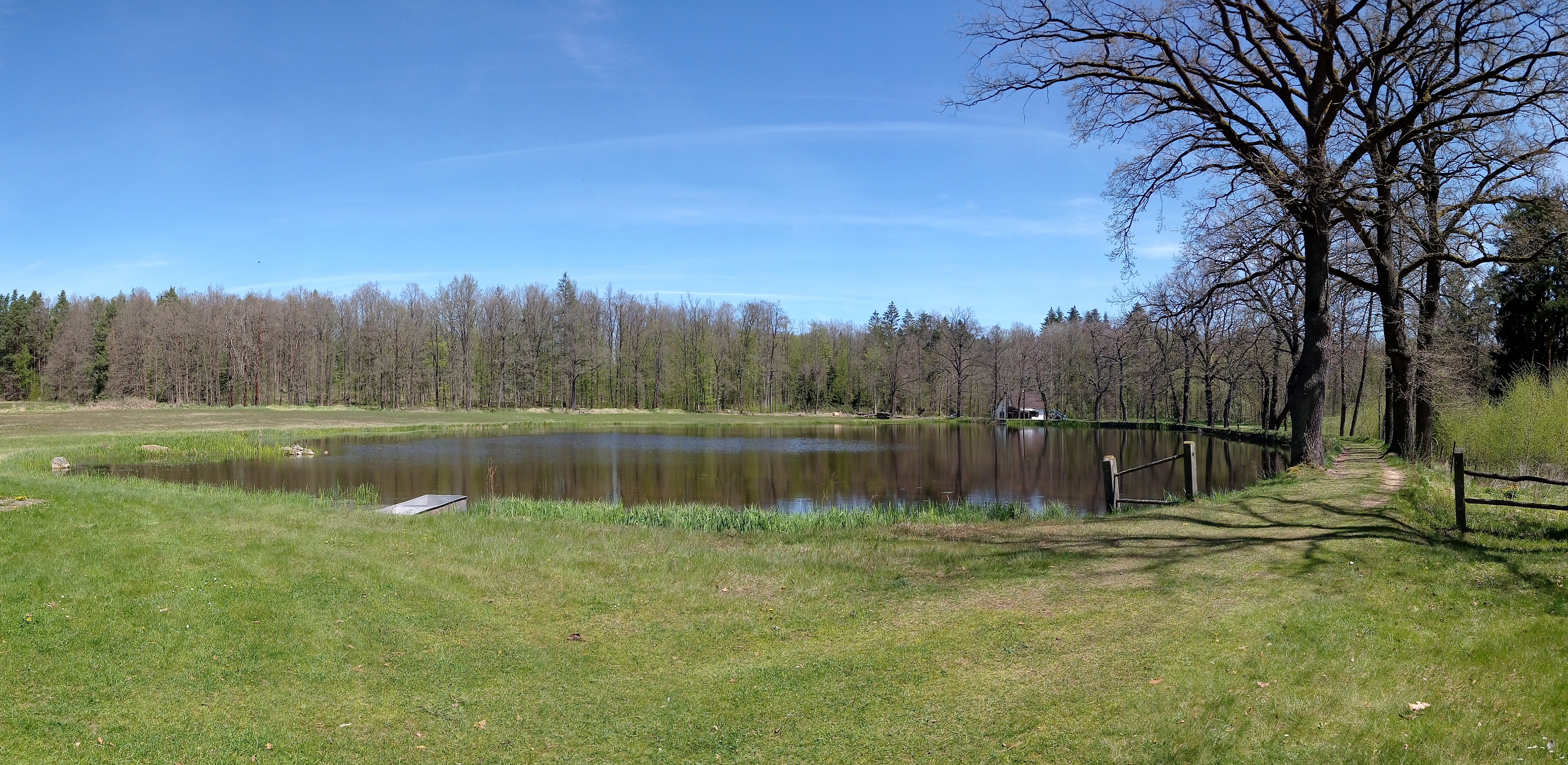
Na Rejčových
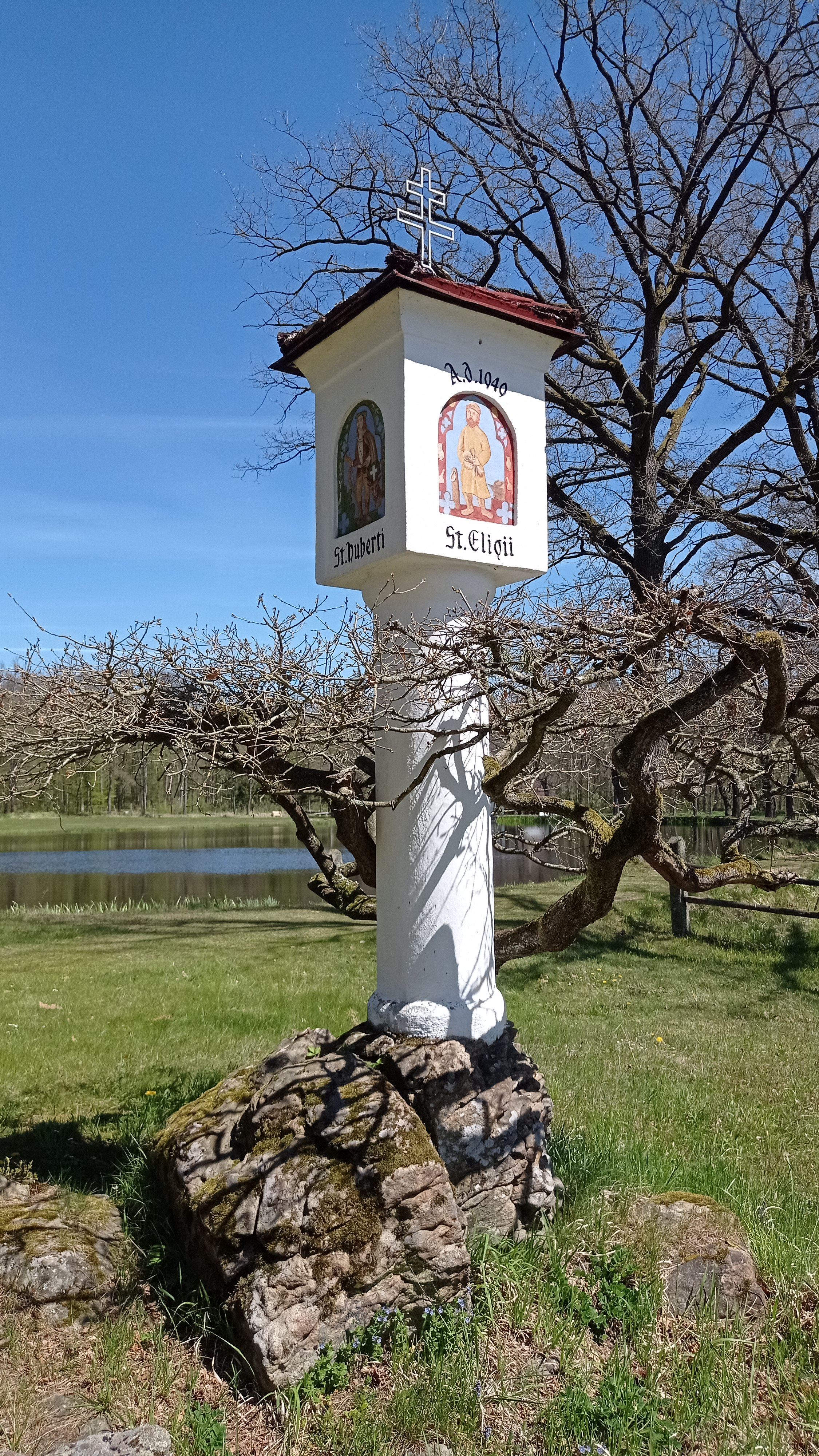
Boží muka u rybníka Na Rejčových
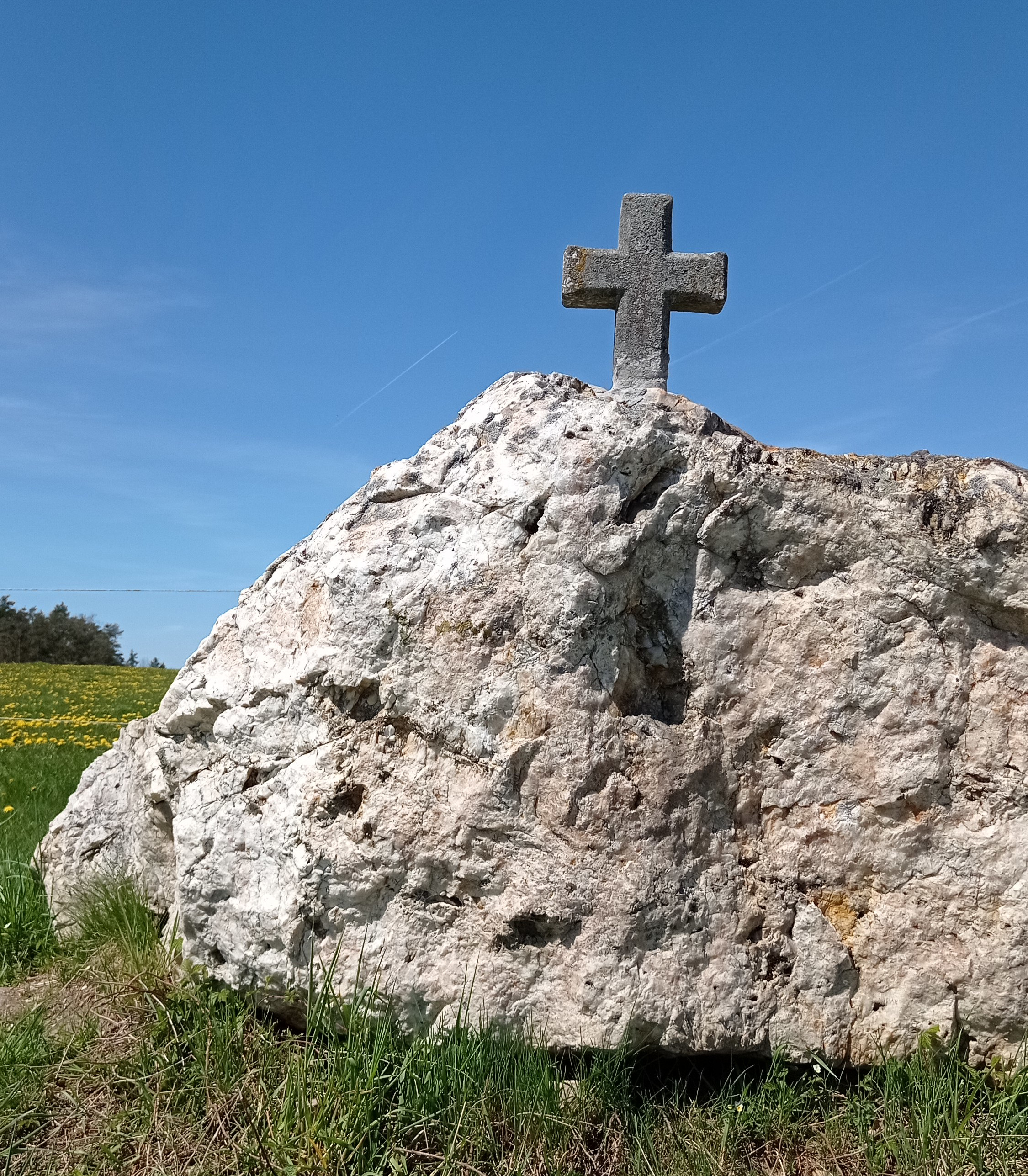
Kříž na kameni u vsi Krč na NS Zelendárky